# Benigno de la Torre Suárez
Benigno de la Torre Suárez (Guadalajara, Jalisco, México, 13 de febrero de 1856 – Guadalajara, Jalisco, México, 6 de noviembre de 1912) fue un destacado pianista, organista, compositor y pedagogo tapatío, quien vivió durante la segunda mitad del siglo XIX e inicios del siglo XX. Sus aportaciones durante el período del Romanticismo musical en México, principalmente en días del Porfiriato, fueron objeto de admiración entre intelectuales y artistas de la época por igual.

## Formación musical
En su natal Guadalajara, De la Torre inició formalmente sus estudios musicales con José María Mendoza Ciprés, organista en templos locales y activista y partidario conservador. Tres años más tarde el joven De la Torre continuó sus estudios de órgano, piano, solfeo, armonía y contrapunto, con el maestro Abel L. Loretto, poco antes de ingresar a coros de compañías de zarzuela en el Teatro Degollado. A lo largo de la década de 1870-80, desarrolló una variedad de labores como auxiliar de Clemente Aguirre, de quien recibió conocimientos de orquestación. En 1885 obtuvo por parte de Esther Tapia de Castellanos una beca para cursar estudios de especialización en el Conservatorio de París donde por un año fue alumno de Antoine François Marmontel. A su regreso en Guadalajara, De la Torre estrenó en el Degollado sus Variaciones para clarinete y orquesta y Variaciones para violonchelo y orquesta, con la orquesta sinfónica de ese teatro, además de presentarse él mismo como pianista solista, tocando música de Frédéric Chopin y Carl Maria von Weber. Poco más tarde, en 1887, abrió su Academia de Piano en la calle de San Diego (actualmente calle de González Ortega esquina calle Independencia) en el centro de Guadalajara, donde formó numerosos pianistas.

## Aportación pedagógica
Además de haber graduado decenas de pianistas profesionales en su Academia de la calle de San Diego, en 1907 Benigno de la Torre fue nombrado por unanimidad, director fundador de la Academia de Música de Guadalajara, que tuvo por sede los altos de la Casa Wagner de esa misma ciudad, y que en 1917 fue absorbida por el gobierno del Estado de Jalisco para luego convertirse en Escuela Normal de Música y finalmente en Escuela de Música de la Universidad de Guadalajara.

## El adiós al decano de una brillante generación
Diversas circunstancias orillaron al maestro De la Torre a cesar su producción musical a mediados de 1911. Además de las difíciles condiciones sociales, políticas y económicas producto del estallido de la Revolución Mexicana en 1910, y de no menos complicaciones personales y profesionales, durante el año de 1912, Benigno sufrió recurrentes batallas con su estado de salud. Aunque volvió a la academia después del verano para preparar un recital con sus alumnos que presentaran ese octubre en el Teatro Degollado, Benigno cayó gravemente enfermo poco después y murió la madrugada del 6 de noviembre de 1912, en su domicilio particular en la calle de López Cotilla, al costado sur de la entonces Penitenciaría de Escobedo (actual Parque Revolución de Guadalajara).
Con la desaparición de Benigno de la Torre se cierra una época de florecimiento cultural en Jalisco, pues esta muerte ocurre como epílogo de una serie de fallecimientos que, acumulándose en pocos años, marcarían el inicio de una larga decadencia. El declive lo observa José Guadalupe Zuno en estos términos: “Guadalajara moría en una decadencia mortal allá en los primeros años del siglo [veinte]”. A lo largo de doce años (1897–1908) dejaron de existir Esther Tapia Castellanos, José María Vigil, Alberto Santoscoy, Clemente Aguirre, Francisco Godínez, Vicente Cordero, Apolonio Arroyo de Anda, Augusto Azzali y Félix Bernardelli, distinguidos en los campos literario, musical y pictórico de Jalisco. Al morir Benigno de la Torre se marchaba el decano de la música regional, prematuramente envejecido.
La última obra conocida de De la Torre es la fantasía para piano Oceánica, compuesta en un estilo musical que parece aspirar al Impresionismo desde un romanticismo tardío, con claros estímulos literarios a partir de Rubén Darío y Amado Nervo, y más intensamente, de Manuel Puga y Acal. El tema del agua y de la masa acuática también emparenta a De la Torre con los impresionistas clásicos franceses Ravel, Debussy, pero sobre todo con el impresionismo moderado de Fauré. La documentación con su obra para piano y el estudio de su vida y obra fue publicado en dos volúmenes por el musicólogo Gabriel Pareyón, en 2018, a través del CENIDIM.

## Alumnos distinguidos y resurgimiento histórico
Entre los alumnos más sobresalientes de Benigno de la Torre se encuentran los compositores y pianistas José Rolón y Alfredo Carrasco, ampliamente conocidos en la historia de la música mexicana del siglo XX; sin embargo, también se encuentran otros nombres de alumnas y alumnos suyos, de gran importancia regional en su momento, y actualmente olvidados. La lista completa de los egresados de la academia de piano de De la Torre se encuentra en el primer tomo de la investigación sobre este compositor (Pareyón, 2019, página 112). Es a partir del trabajo de difusión e investigación realizado por Pareyón, que desde fines del siglo XX comenzó a grabarse y programarse su obra con regularidad, después de un siglo de olvido.

## Lista de Obras[4]
| Obra para piano                                     | Obra para piano |
| --------------------------------------------------- | --- |
| 1876                                                | A una flor, pensamiento poético. |
| 1877                                                | Nunca olvido, capricho elegante, y Horas fugaces, galopa; estas primeras tres piezas, premiadas con una medalla de bronce, distintiva de la primera exposición de la Sociedad Las Clases Productoras (Guadalajara). |
| 1885                                                | Rêve de bonheur, vals de concierto. |
| 1885                                                | Sous les palmiers, capricho. |
| 1885-1886                                           | Esther, mazurca sentimental, “homenaje a Esther Tapia de Castellanos”, Imprenta y Litografía de Ignacio Loreto, Guadalajara. |
| 1886                                                | Segunda mazurca. |
| 1886                                                | Segundo vals. |
| 1887                                                | Petite Trianon, “souvenir de Versailles”, gavota dedicada a monseñor Duprato; Imprenta y Litografía de Ignacio Loreto, Guadalajara. |
| 1888                                                | Recuerdos de Guadalajara, romanza sin palabras, “a Diego Altamirano” (Nagel). |
| 1888                                                | Minuetto en Mi bemol, dedicado a la poetisa Esther Tapia de Castellanos. |
| 1889                                                | Tercera mazurca, primer premio en el Concurso Nacional de la Mazurca, convocado por El Universal (1889); “para el álbum de mi discípula Josefina Banca”, Nagel Sucesores, Ciudad de México (Litografía Leipzig), 1890. |
| 1890                                                | Minuetto en Sol mayor (2o minuetto), dedicado a Esther Tapia de Castellanos; primer premio en el Concurso Internacional de Composición de Barcelona (publicado en Cataluña, Álbum de la Ilustración Musical de la Sra. Vda. de Trillas y Torres, año 3, no. 62, Barcelona, 1890; publicado en México en 1891, por la Imprenta y Litografía de Ignacio Loreto, Guadalajara; 1.ª reimpr., 1896, Wagner y Levien, Cd. de México). |
| 1890                                                | Aniversario, tercer vals; para el décimo aniversario nupcial del compositor y su esposa. |
| 1891                                                | Hoja de álbum, manuscrito. |
| 1892                                                | Cuarta mazurca, en Si bemol. |
| 1893                                                | Victoria, polca de concierto, “a la señora doña Victoria Cortina de Navarrete”; Imprenta y Litografía de Ignacio Loreto, Guadalajara. |
| 1894                                                | Vesper, melopeya; romanza para soprano y piano o piano solo, con texto de Ángel de Campo “Micrós”; Nagel. |
| 1895                                                | Vals no. 5, en Re menor. |
| 1895                                                | Minué romántico, “a mi apreciable amigo y discípulo Ramón Castañeda y Palomar”, manuscrito firmado el 12 de abril. |
| 1896                                                | Manola, cuarto vals, de género español; “al señor don Francisco Martínez Negrete”; Wagner y Levien/Schirmer Corporation, Cd. de México-Nueva York. |
| 1897                                                | Joyeux papillons, vals no. 6, “a mi amigo Luis G. Palomar”, Litografía Juan Saucedo, Imprenta de A. Rodríguez, Guadalajara. |
| 1898                                                | Barcarola, para canto y piano. |
| 1899                                                | Mazurca en La menor, premiada con la medalla de oro del CNM (1901). |
| 1901                                                | Segunda gavota, “al señor Benito Díaz”; Nagel. |
| 1902                                                | Rêverie, vals no. 7, “a la señorita Consuelo Silva y Valencia”, Nagel. |
| 1903                                                | Intermezzo sinfónico no. 6 bis, reducción al piano del intermedio de la zarzuela Cada quien en su oficio es rey; A. Wagner y Levien Guadalajara. |
| 1904                                                | Impromptu, “a mi discípula Maclovia Valencia”, Nagel. |
| 1904                                                | Galantería, chotís “a mi fino amigo, señor teniente coronel José A. Escudero”; Nagel. |
| 1907                                                | Quinta mazurca, “a mi discípula Carmen García Sancho”, manuscrito. |
| 1911                                                | Oceánica, fantasía (música para cine), manuscrito firmado por el autor el 5 de mayo. |
| Obra para grupos de cámara                          | |
| 1896                                                | Quatour á cordes. |
| Obra para orquesta                                  | |
| 1896                                                | Marcha fúnebre. |
| 1903                                                | Intermezzo sinfónico, extracto de Cada quien en su oficio es rey. |
| Obra para solista[s] y orquesta                     | |
|                                                     | |
| 1886                                                | Fantasía para clarinete y orquesta, dedicada a Lorenzo Santibáñez (estrenada en el Teatro Degollado el 15 de septiembre de 1886). |
| 1886                                                | Fantasía para violoncello y orquesta, dedicada a Policarpo Martínez (estrenada en el Teatro Degollado el 15 de septiembre de 1886). |
| Obra lírico-escénica                                | |
| 1903                                                | Cada quien en su oficio es rey, zarzuela en un acto con solistas y gran coro y orquesta; texto de José Rafael Rubio “Rejúpiter”. |
| Obra vocal religiosa con acompañamiento de teclado  | |
| 1892                                                | Sagrado corazón de Jesús, himno con letra del subdiácono don Agapito Ramírez (Munguía). |
| 1895                                                | Bone Pastor, misterio al Santísimo Sacramento, a dos voces iguales con acompañamiento de teclado (Munguía). |
| 1895                                                | Himno de procesión, Aurora coelum púrpura, del oficio del Domingo de Resurrección, a cuatro voces y órgano (Munguía). |
| 1897                                                | Advierte alma mía, “meditación” para soprano o tenor con acompañamiento de teclado, letra del licenciado Agustín G. Navarro (Munguía). |
| 1901                                                | Misterios de Santa María, para tiple y acompañamiento de órgano (Munguía). |
| 1902                                                | Salve Regina, para tiple y acompañamiento de órgano (Munguía). |
| 1903                                                | ¡Oh salutaris!, a dos voces iguales y acompañamiento de órgano; dedicado al arzobispo de Guadalajara, José de Jesús Ortiz (Wagner y Levien). |
| 1904                                                | Cánticos para el mes de María, 12 piezas para soprano o tenor con acompañamiento de teclado (Munguía/Litografía Leipzig). |
| Obra vocal religiosa con acompañamiento de orquesta | |
| 1883                                                | Maitines del Señor San José, manuscrito, carpeta no. 58, archivo musical de la Catedral de Guadalajara. |
| 1883                                                | Maitines de san Juan Nepomuceno, manuscrito, carpeta no. 59, archivo mu- sical de la catedral de Guadalajara. |
| 1892                                                | Non fecit taliter, “a cuatro voces y grande orquesta”, dedicada al cabildo de la Catedral de Guadalajara el 12 de diciembre de ese año; manuscrito, carpeta no. 66 bis., archivo musical de ese templo. |
| 1898                                                | Miserere, a tres voces, solos, coros y orquesta; manuscrito, carpeta letra C, archivo musical de la Catedral de Guadalajara. |
| 1901                                                | Missa solemnis, a cuatro voces, solos y coros y orquesta. |
| 1903                                                | Officium defunctorum, a tres voces, solos y coros y orquesta. |
| sf                                                  | Misa a la Natividad del Señor y los Maitines de Navidad, instrumentación de la obra original de Cruz Balcazar; manuscrito, carpetas letra V y no. 27 bis, archivo musical de la Catedral de Guadalajara. |
| sf                                                  | Miserere; manuscrito, carpeta letra C, archivo musical de la Catedral de Guadalajara. |

## Música en línea (YouTube)
- Esther, mazurka sentimental, en la interpretación de José Mauricio Miranda (2022):[5]
- Hoja de álbum, en la interpretación de Ulises Cervantes (2022).[6]
- Oceánica, fantasía, en la interpretación de Joel N. Juan Qui (2020):[7]
- Recuerdos de Guadalajara, romanza sin palabras, en la interpretación de Juan Ramón Sandoval Prado (2012):[8]
- Recuerdos de Guadalajara, romanza sin palabras, en la interpretación de Raúl Banderas (2022):[9]
- Rêverie, en la interpretación de Raúl Banderas (2022):[10]